# 273-я истребительная авиационная дивизия
273-я истребительная авиационная Гомельская ордена Суворова дивизия — соединение Военно-Воздушных сил (ВВС) Вооружённых Сил РККА, принимавшее участие в боевых действиях Великой Отечественной войны.

## Формирование
Сформирована 25 декабря 1942 года.

## Расформирование
Дивизия расформирована 15 декабря 1945 года в составе 6-го истребительного авиационного корпуса 16-й воздушной армии Группы советских оккупационных войск в Германии.

## В составе объединений и соединений
Входила в состав 13-й воздушной армии. В мае 1943 года, вошла в состав 6-го истребительного авиационного корпуса. Ещё через год, дивизия вошла в состав 16-й воздушной армии

## Участие в операциях и битвах
- Курская оборонительная операция — с 5 июля 1943 года по 12 июля 1943 года.
- Орловская операция «Кутузов» — с 12 июля 1943 года по 18 августа 1943 года.
- Черниговско-Припятская операция — с 26 августа 1943 года по 30 сентября 1943 года.
- Белорусская операция «Багратион» — с 23 июня 1944 года по 29 августа 1944 года.
- Бобруйская операция — с 24 июня 1944 года по 29 июня 1944 года.
- Минская операция — с 29 июня 1944 года по 4 июля 1944 года.
- Барановичская операция[3] — с 5 июля 1944 года по 16 июля 1944 года.
- Люблин-Брестская операция — с 18 июля 1944 года по 2 августа 1944 года.
- Висло-Одерская операция — с 12 января 1945 года по 3 февраля 1945 года.
- Варшавско-Познанская операция[3] — с 14 января 1945 года по 3 февраля 1945 года.
- Восточно-Померанская операция[3] — с 10 февраля 1945 года по 20 марта 1945 года.
- Берлинская операция[3] — с 16 апреля 1945 года по 8 мая 1945 года.

## Награды дивизии
- 26 ноября 1943 года дивизии присвоено наименование Гомельской[4]
- За участие в освобождении Варшавы, дивизия была награждена Орденом Суворова II степени[4][5].

## Благодарности Верховного Главнокомандующего
Дивизия в составе 6-го иак неоднократно удостаивалась благодарностей Верховного Главнокомандования:
- За прорыв сильно укреплённой обороны немцев, прикрывающей Бобруйское направление[6].
- За овладение городом Барановичи и Барановичским укреплённым районом[7].
- За форсирование реки Шара и за овладение городами Слоним и Лунинец[8].
- За овладение городом Брест[9].
- За овладение крепостью Прага[10].
- За овладение городом Варшава[11].
- За овладение городами Сохачев, Скерневице и Лович[12].
- За овладение городами Лодзь, Кутно, Томашув (Томашов), Гостынин и Ленчица[13].
- За овладение городами Влоцлавек, Бжесць-Куявски и Коло[14].
- За овладение городами Хоэнзальца (Иновроцлав), Александров, Аргенау и Лабишин[15].
- За овладение городами Бервальде, Темпельбург, Фалькенбург, Драмбург, Вангерин, Лабес, Фрайенвальде, Шифелъбайн, Регенвальде и Керлин[16].
- За овладение городами Франкфурт-на-Одере, Вандлитц, Ораниенбург, Биркенвердер, Геннигсдорф, Панков, Фридрихсфелъде, Карлсхорст, Кепеник и вступление в столицу Германии город Берлин[17].
- За овладение городами Ратенов, Шпандау, Потсдам[18].
- За овладение городом Берлин[19].

## Командиры
- декабрь 1942 — апрель 1943:  Антонов, Николай Дмитриевич — полковник
- апрель 1943 — июнь 1944:  Фёдоров, Иван Евграфович — полковник
- июнь 1944 — сентябрь 1945:  Исаев, Николай Васильевич — подполковник, полковник

## Состав
- 7-й истребительный авиационный полк
- 286-й истребительный авиационный полк
- 157-й истребительный авиационный полк
- 163-й истребительный авиационный полк
- 347-й истребительный авиационный полк
- 67-й гвардейский истребительный авиационный полк
- 30-й гвардейский истребительный авиационный полк
- 352-й истребительный авиационный полк

## Боевой состав на 9 мая 1945 года
| Части                                            | Примечание                 |
| ------------------------------------------------ | -------------------------- |
| 30-й гвардейский истребительный авиационный полк | Нойруппин, P-39 Аэрокобра  |
| 67-й гвардейский истребительный авиационный полк | Финов, P-39 Аэрокобра      |
| 352-й истребительный авиационный полк            | Штраусберг, P-39 Аэрокобра |

## Герои Советского Союза
- Исаев Николай Васильевич, полковник, командир 273-й истребительной авиационной дивизии 6-го истребительного авиационного корпуса 16-й воздушной армии Указом Президиума Верховного Совета СССР 6 апреля 1945 года удостоен звания Герой Советского Союза. Золотая Звезда № 4909.
- Елисеев Владимир Степанович, командир эскадрильи 67-го гвардейского истребительного авиационного полка 273-й истребительной авиационной дивизии 6-го истребительного авиационного корпуса 16-й воздушной армии Центрального фронта, гвардии полковник в отставке, Указом Президента Российской Федерации 6 сентября 1996 года удостоен звания Герой России. Медаль № 345
- Кузнецов Иннокентий Васильевич, заместитель командира 30-го гвардейского истребительного авиаполка 273-й истребительной авиадивизии 6-го истребительного авиакорпуса 16-й воздушной армии Центрального фронта, гвардии майор, Указом Президента СССР от 22 марта 1991 года удостоен звания Герой Советского Союза, Золотая Звезда № 11642.
- Панов Алексей Борисович, командир 67-го гвардейского истребительного авиационного полка 273-й истребительной авиационной дивизии 6-го истребительного авиационного корпуса 16-й воздушной армии Центрального фронта, гвардии подполковник, Указом Президиума Верховного Совета СССР удостоен звания Герой Советского Союза. Посмертно.
- Ренц Михаил Петрович, командир эскадрильи 30-го гвардейского авиационного истребительного авиационного полка 273-й истребительной авиационной дивизии 6-го истребительного авиационного корпуса 16-й воздушной армии, гвардии майор, 15 мая 1946 года удостоен звания Герой Советского Союза. Золотая Звезда № 9083
- Баранов Михаил Семёнович, младший лейтенант, командир звена 157-го истребительного авиационного полка 273-й истребительной авиационной дивизии 6-го истребительного авиационного корпуса 16-й воздушной армии 24 августа 1943 года удостоен звания Герой Советского Союза. Золотая Звезда № 1067.
- Боровых Андрей Егорович, младший лейтенант, командир звена 157-го истребительного авиационного полка 273-й истребительной авиационной дивизии 6-го истребительного авиационного корпуса 16-й воздушной армии 24 августа 1943 года удостоен звания Герой Советского Союза. Золотая Звезда № 1077.
- Шемендюк Пётр Семёнович, старший лейтенант, заместитель командира эскадрильи 157-го истребительного авиационного полка 273-й истребительной авиационной дивизии 6-го истребительного авиационного корпуса 16-й воздушной армии 24 августа 1943 года удостоен звания Герой Советского Союза. Золотая Звезда № 1745.